# Gradient adiabàtic
El gradient adiabàtic és la variació de temperatura que experimenten les masses d'aire en moviment vertical. En condicions atmosfèriques normals, el gradient disminueix 6,5° C per cada 1000 m d'altitud (-0,65° C / 100 m o -1° C / 150 m). No obstant això, la humitat afecta el valor del gradient. Si no es produeix condensació en la massa d'aire, el gradient s'anomena sec, i és d'aproximadament -10 °C per cada 1000 m d'elevació (-1° C / 100 m). En canvi, en condicions humides, quan hi ha condensació del vapor d'aigua (gradient adiabàtic saturat), el gradient adiabàtic és d'aproximadament 5,5° C per cada 1000 m (-0,55° C / 100 m o -1° C / 180 m). En l'aire saturat l'alliberament de calor latent de condensació li contraresta 5,5° C al procés.
En conclusió, en el primer cas, sota una atmosfera seca (no saturada) el canvi de la temperatura respecte a l'alçada ve donat pel gradient adiabàtic sec (GAS). Mentre que en el segon cas, superat el punt de rosada, en una atmosfera humida o ennuvolada (saturada) ve donat pel gradient adiabàtic humit (GAH). No obstant, en tots dos casos la temperatura baixa en augmentar l'altura fins al punt d'inversió tèrmica.